# Hoogezand

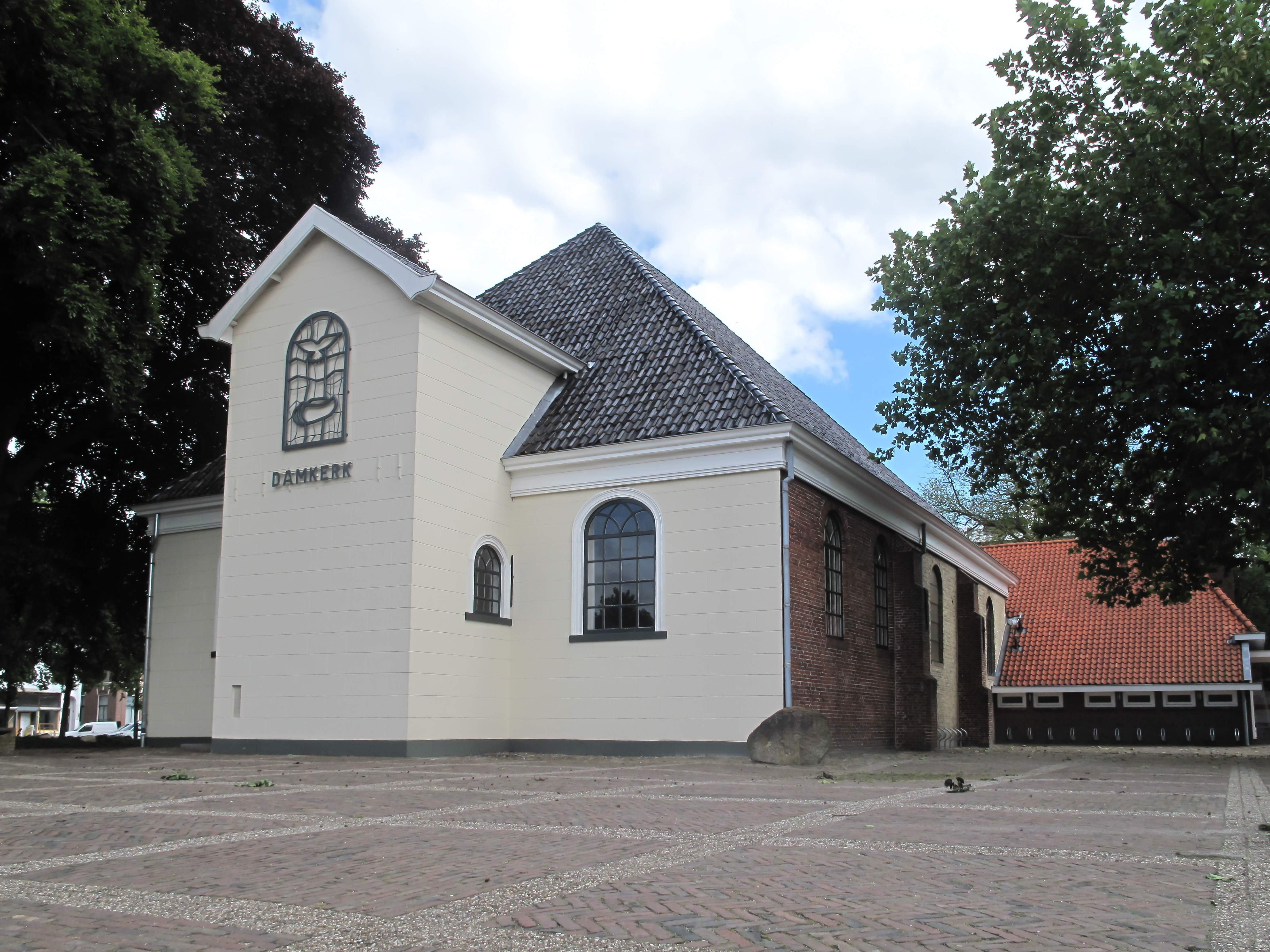
Hoogezand, église: de Damkerk

Hoogezand est un village situé dans la commune néerlandaise de Midden-Groningue, dans la province de Groningue. Le 1er janvier 2006, le village comptait 21 480 habitants.
Hoogezand a été une commune indépendante jusqu'au 1er avril 1949. À cette date, la commune fusionne avec Sappemeer, pour former la nouvelle commune de Hoogezand-Sappemeer.